# Жирадков Юрій Олексійович
Юрій Олексійович Жира́дков (12 лютого 1934, Ленінград — 28 червня 1973, Дніпропетровськ) — український радянський скульптор; член Спілки радянських художників України з 1969 року.

## Біографія
Народився 12 лютого 1934 року в місті Ленінграді (нині Санкт-Петербург, Росія). Син скульптора Олексія Жирадкова. протягом 1955—1962 років навчався у Київському художньому інституті, був учнем Олексія Олійника, Івана Макогона. Дипломна робота — «Металурги» (керівник Михайло Лисенко).
Мешкав у Дніпропетровську в будинку на вулиці Курчатова, № 4, квартира № 9. Помер у Дніпропетровську 28 червня 1973 року.

## Творчість
Працював у в галузях станкової і монументально-декоративної скульптури. Серед робіт:
- «Формувальник-металург» (1958, гіпс, у співавторстві з Олексієм Жирадковим; Донецький художній музей);
- «Юннатка» (1963, оргскло; Дніпровський художній музей);
- «Пісня» (1964, оргскло);
- «Ранок матері» (1964, гіпс);
- «Визволитель» (1965, гіпс);
- «Сталевар» (1965, склоцемент);
- «Веселка» (1966, склобетон);
- «Металург» (1968, склоцемет; 1970, бетон, мармурова крихта; у співавторстві з Олексієм Жирадковим);

портрети
- Володимира Леніна (1963, гіпс);
- Тараса Шевченка (1964, гіпс);
- Михайла Свєтлова (1967, алюміній);
- психіатра І. В. Поздникової (1967, гіпс);
- Остапа Вишні (1969—1970, дерево);
- Олексія Жирадкова (1972, бронза);
- капітана міліції Кжеля (1972, гіпс);
- Михайла Янгеля (1972, гіпс);

монументальні роботи
- меморіальна дошка Михайлу Свєтлову у Дніпрі (1966, оргскло);
- пам'ятник воїнам, що загинули під час німецько-радянської війни в колгоспі «Україна» Дніпропетровської області (1967, метал, граніт);
- монумент полеглим під час німецько-радянської війни війни льотчикам «Крило літака» в Дніпрі (1967, у співавторстві з Олексієм Жирадковим, архітектор Дмитро Щербаков; нержавіюча сталь, алюміній, залізобетон);
- пам'ятник матросу Железнякову у П'ятихатках (1971, у співавторстві з Олексієм Жирадковим).

Брав участь у республіканських виставках з 1958 року.